# Ennio Contedini
Ennio Contedini (Milano, 8 ottobre 1934) è uno scacchista italiano.

## Attività scacchistica
Ottenne il primo grande successo vincendo nel 1961 il torneo internazionale di Zurigo, davanti a Zimmermann e Paul Johner, imbattuto.
Nello stesso anno vinse a Cremona, con la Società Scacchistica Milanese, il 3º Campionato italiano di scacchi a squadre.
Nel 1963 vinse il campionato italiano di Imperia con 7,5  /11 (a pari punti con Guido Cappello, ma il titolo gli fu assegnato per lo spareggio tecnico Sonneborn Berger).
Prese parte alle olimpiadi degli scacchi di Monaco 1958 e Lipsia 1960.